# Amt Großsachsenheim

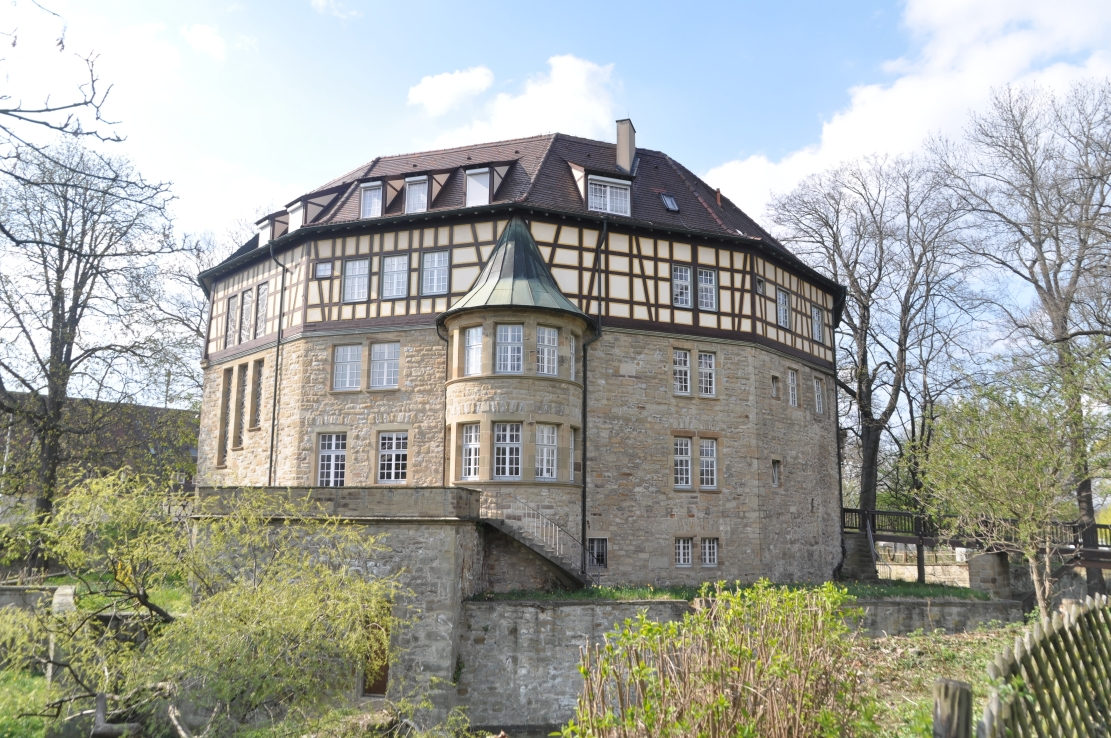
Wasserschloss Großsachsenheim: erst Sitz der Herren von Sachsenheim, dann des württembergischen Vogts

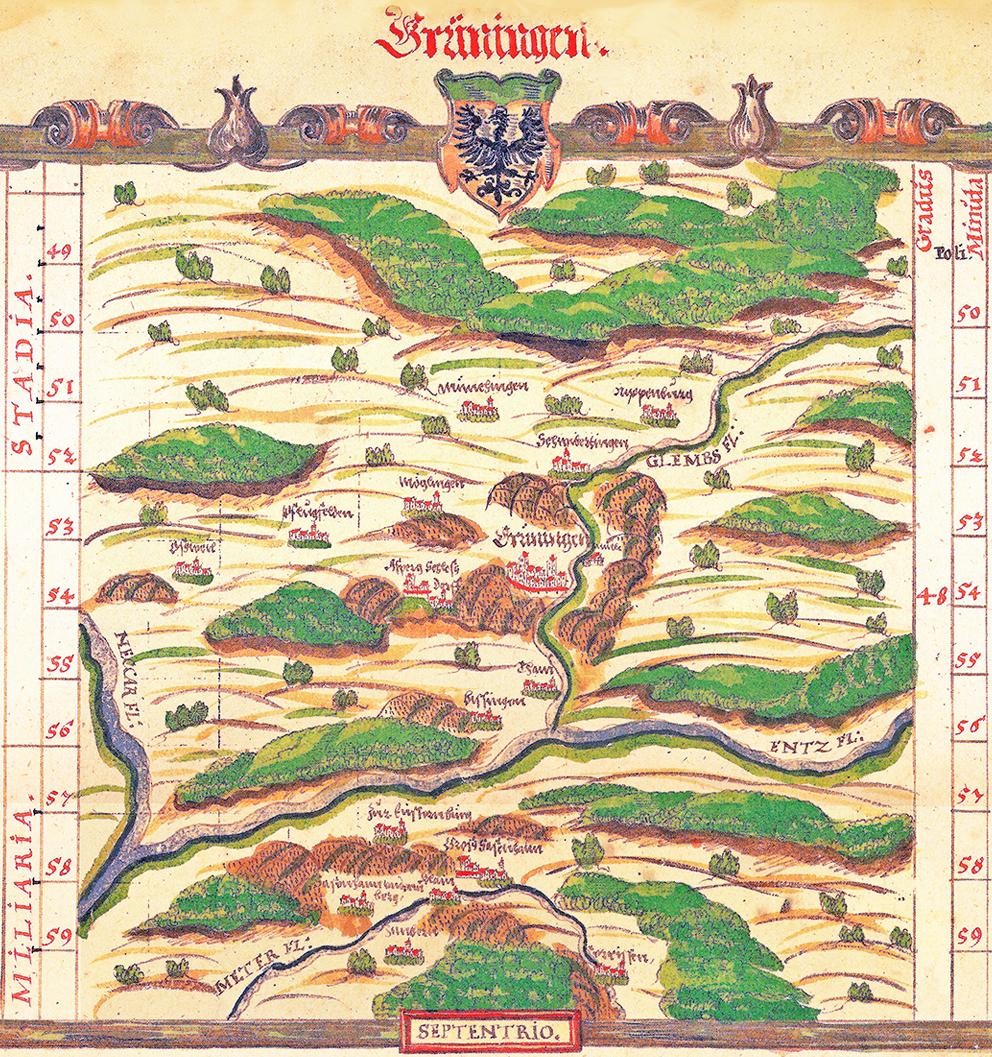
Karte der „Grüninger Beamptung“ um 1600 – vorerst erweitert um die 1561 ans Herzogtum Württemberg gefallene Herrschaft Sachsenheim

Das württembergische Amt Großsachsenheim um die heutige Stadt Sachsenheim im Landkreis Ludwigsburg wurde nach dem Aussterben der Herren von Sachsenheim 1565 vorerst als Unteramtsbezirk des Amts Grüningen eingerichtet und 1808 ins Oberamt Vaihingen integriert.

## Geschichte
Großsachsenheim war Sitz der Edelfreien „von Sachsenheim“, die zudem Lehensmänner der Grafen von Vaihingen und seit Mitte des 14. Jahrhunderts der Grafen von Württemberg waren. Letztere hatten 1495 die Erhebung des Orts zur Stadt gewährt. Nach dem Aussterben der Sachsenheimer fiel das Lehen 1561 an Württemberg heim. Darauf wurde 1565 das württembergische Amt Großsachsenheim eingerichtet, zu dem außer Großsachsenheim mit der „Äußeren Burg“ und dem Burgweiler „Zur Äußern Burg“ (heute Egartenhof) noch Kleinsachsenheim, Metterzimmern, Untermberg und ab 1589 auch Sersheim (1589 vollständig von Württemberg erworben) gehörten. 1570 bis 1574 war Johann Rösslin Vogt in Sachsenheim, der den Gutshof bei der Burg Altsachsenheim errichten ließ und vermutlich auch das „Türmle“ auf Untermberger Gemarkung.

### Unklare Verhältnisse
Bis ins 17. Jahrhundert blieb das neue Amt allerdings eine Untervogtei des Amts Grüningen (heute Markgröningen), wie die Karte der „Grüninger Beamptung“ belegt. „Zimbern“ wurde im 17. Jahrhundert zwischendurch dem Amt Bietigheim zugeordnet. Ob und ab wann Großsachsenheim einem wirklich selbständigen Amt vorstand, ist unklar.
Denn die im Vergleich zu den umliegenden Amtsstädten verhaltene Entwicklung der „kleinen schlechten Stadt“, die laut Philipp Röders Geographie und Statistik Wirtembergs von 1787 zwar Tore, aber nie eine Stadtmauer gehabt habe, ließ das Stadtrecht für Großsachsenheim offenbar in Vergessenheit geraten.  Herzog Carl Eugen erkannte es 1747 zwar ausdrücklich wieder zu. Als man 1758 die meisten verbliebenen Ämter zum Oberamt erhob, wurde das kleine Amt Großsachsenheim jedoch übergangen. Laut Röders statistischem Handbuch gehörte 1787 zwar Metterzimmern wieder zum Amt, Untermberg aber scheinbar nicht mehr. 1787 hatte Großsachsenheim 769 Einwohner; in den zum Amt gehörigen „Pfarrdörfern“ wurden in Sersheim 700, in Kleinsachsenheim 769 und in Metterzimmern 425 Einwohner gezählt. Die zum Bissinger „Kirchspiel“ im Oberamt Gröningen gehörenden Untermberger wurden nicht aufgeführt und bei Bissingen subsumiert.

### Integration ins Oberamt Vaihingen
Nach der Verwaltungsneugliederung von 1806 wurde die Stadt Großsachsenheim dann allerdings zusammen mit Untermberg sowie den Amtsflecken Sersheim und Kleinsachsenheim ins Oberamt Vaihingen integriert. Metterzimmern kam zum neuen Oberamt Bietigheim, das 1810 wieder aufgelöst und dem Oberamt Besigheim zugeschlagen wurde. 1856 lebten in Großsachsenheim 1342 Menschen, 27 davon im Egartenhof.